# Cargolet cellut
El cargolet cellut (Cantorchilus superciliaris) és un ocell de la família dels troglodítids (Troglodytidae).

## Hàbitat i distribució
Habita zones àrides amb matolls, sotabosc i terres de conreu de les terres baixes costaneres des del sud-oest de l'Equador fins al nord-oest del Perú.